# Михалково (Витебский район)
Михалково (бел. Міхалко́ва) — деревня в Витебском районе Витебской области Республики Беларусь. В составе Куринского сельсовета.

## География
Ближайшие населённые пункты Дряжно, Курино, Плешки, Хомяково и др.

## История
В 1906 году в Куринской волости Витебского уезда Витебской губернии, 14 дворов.

## Население

### Численность
- 2009 год — 104 жителей

### Динамика
- 1999 год — 185 жителей (перепись населения)
- 2009 год — 104 жителей (перепись населения)[2]

## Улицы
- Комсомольская
- Садовая
- Сильницкого

## Известные лица
- Райцев, Даниил Федотович — один из организаторов партизанского движения на территории Витебской области в годы Великой Отечественной войны, командир партизанской бригады имени Краснознаменного Ленинского комсомола. Председатель Суражского райисполкома (1943—1945). Заслуженный мелиоратор БССР (1966). Почётный гражданин города Витебска (1974).